# Exetastes illinoiensis
Exetastes illinoiensis är en stekelart som först beskrevs av Walsh 1873.  Exetastes illinoiensis ingår i släktet Exetastes och familjen brokparasitsteklar. Inga underarter finns listade i Catalogue of Life.